# 以色列十二支派

《约书亚记》记载的以色列十二支派领地分布图

《約書亞記》記載的以色列十二支派領地分佈圖

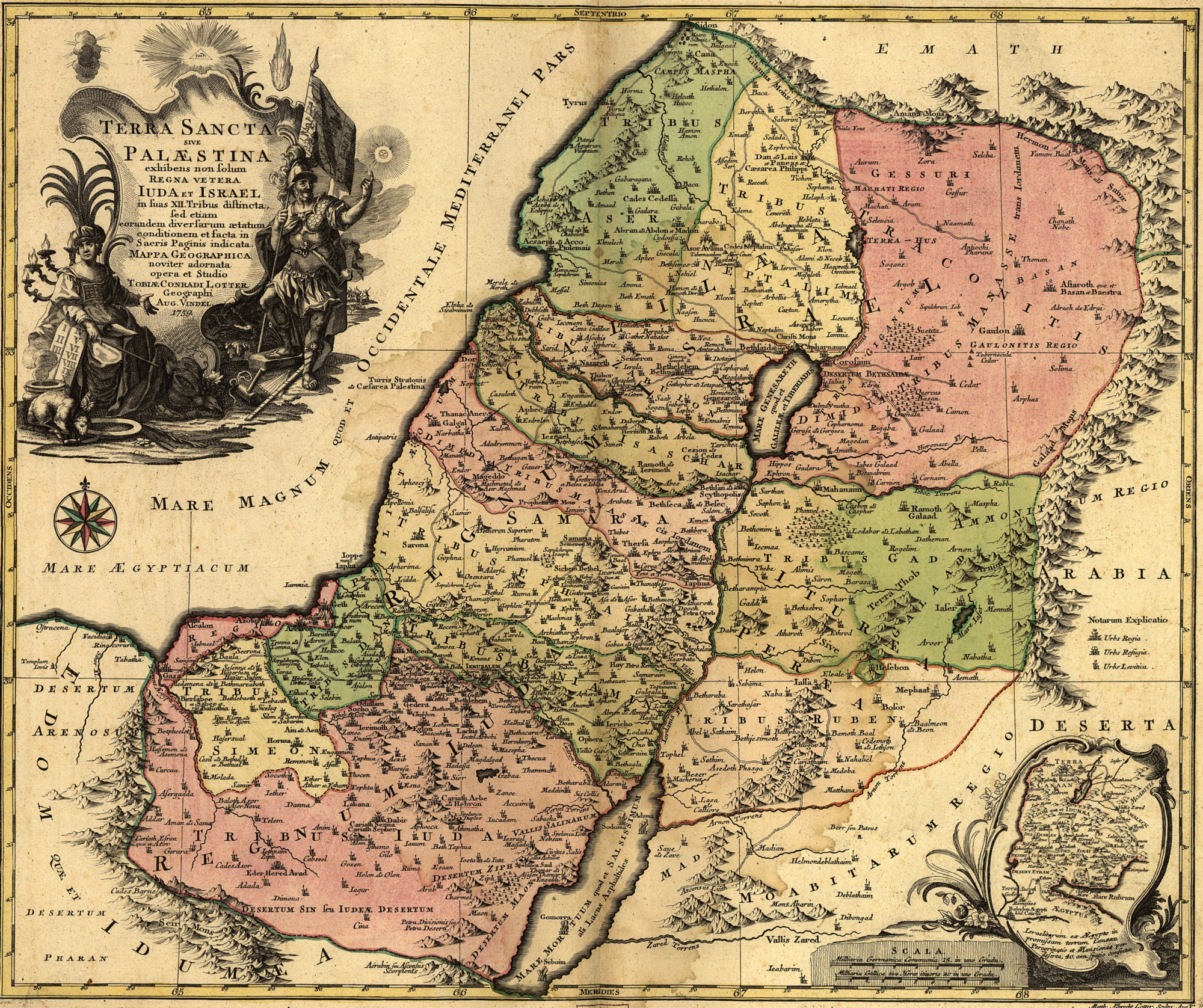
1759年的一张以色列支派分布图

以色列十二支派是由以色列第三代始祖雅各的12个儿子发展起来的各個部落，其中第11子约瑟后来成为埃及首相，成为极为重要的一支派而得到了两份家产，分别由其子以法莲（Ephraim）和玛拿西（Manasseh）继承，而后来由于雅各三子利未（Levi）成为耶和华拣选的祭司，不参与分配土地，住在其他支派之内，故而总数还是12。
- 流便，新譯為呂便（Reuben）：雅各的長子，利亚所生。
- 西緬（Simeon）：雅各次子，利亚所生。
- 利未（Levi）：雅各三子，利亚所生。此支派特殊之處在於其為耶和華揀選的祭司，由其他支派共同供養，因此不参与分配土地。帶領以色列人出埃及的摩西及他的哥哥大祭司亞倫和他的姊姊女先知米利暗都是此一支派的。
- 犹大（Judah）：雅各四子，利亚所生，職業為法官。按照家譜，耶穌就是從此支派所出。
- 但（Dan）：雅各五子，辟拉所生。
- 拿弗他利（Naphtali）：雅各六子，辟拉所生。
- 迦得（Gad）：雅各七子，悉帕所生。
- 亞设（Asher）：雅各八子，悉帕所生。
- 以萨迦（Issachar）：雅各九子，利亚所生。
- 西布伦（Zebulun）：雅各十子，利亚所生。
- 約瑟（Joseph）：雅各十一子，拉结所生。雖然約瑟本身算一支派，然而因為雅各曾在約瑟兩個兒子頭上按手祝福，按照當時的習俗等於是雅各收養了此二子；因此《舊約聖經》中凡提到這約瑟這一支派，都區分為他兩個兒子的兩個半支派。這兩個半支派也與雅各其他十個兒子的支派（利未除外）平等參與分配土地。
  - 以法蓮（Ephraim）半支派：約瑟次子。雖為次子，但因雅各將右手按在他頭上，立他大於他的哥哥瑪拿西，所以一般提到時次序都是他為先。
  - 瑪拿西（Manasseh）半支派：約瑟長子。
- 便雅憫（Benjamin）：雅各十二子，拉结所生。使徒聖保羅就是從此支派所出。

## 歷史
早期的以色列王国由12支派联合组建，除首任君主扫罗来自于便雅悯支派外，大卫一系都来自于犹大支派。都城定在了猶地亞耶路撒冷。
在北國以色列滅亡之後，北方的十個支派被外邦人（亞述人及巴比倫人）同化，因而失去了以色列人的身份；現今的猶太人一般都是指南方犹大国的犹大支派、便雅憫支派和作為祭司的利未支派的後裔。
分裂的南国由便雅悯支派和犹大支派组成犹大国，都城仍在耶路撒冷；北国由其余十个支派组建而成新的以色列国，定都于撒玛利亚，新约时代的加利利地位于北国境内。

## 耶稣初临的十二支派
耶稣在初临的时候，拣选了12门徒，【太10:2】这十二使徒的名：头一个叫西门，又称彼得，还有他兄弟安得烈，西庇太的儿子雅各和雅各的兄弟约翰，【太10:4】奋锐党的西门，还有卖耶稣的加略人犹大。这些是当时的时代接待耶稣的人，【约1:12】凡接待他的，就是信他名的人，他就赐他们权柄，作　神的儿女。【约1:13】这等人不是从血气生的，不是从情欲生的，也不是从人意生的，乃是从　神生的。因此十二门徒可以称为的神的儿女或神的选民.其中犹大因为出卖耶稣，后由马提亚替代。由十二门徒牧养的门徒形成十二支派。【雅1:1】作　神和主耶稣基督仆人的雅各，请散住十二个支派之人的安。

## 启示录中的十二支派
《启示录》第7章记载，末日前以色列十二支派有144000人受神的印，每支派各有12000人。
|                                    | 我又看见另有一位天使，从日出之地上来，拿着永生神的印。他就向那得着权柄能伤害地和海的四位天使、大声喊着说：“地与海并树木，你们不可伤害，等我们印了我们神众奴仆的额。”我听见受印者的数目，以色列子孙各支派中受印的有十四万四千。 猶大支派中受印的有一万二千， 流便支派中有一万二千， 迦得支派中有一万二千， 亞设支派中有一万二千， 拿弗他利支派中有一万二千， 玛拿西支派中有一万二千， 西缅支派中有一万二千， 利未支派中有一万二千， 以萨迦支派中有一万二千， 西布伦支派中有一万二千， 约瑟支派中有一万二千， 便雅悯支派中受印的有一万二千。 |
| ——《启示录》第7章第2-8节（和合本） | |

另外，“144000人”又出现在《启示录》第14章中。
|                                     | 我又观看，见羔羊站在锡安山，同他又有十四万四千人，都有他的名和他父的名、写在额上。我听见从天上有声音、像众水的声音、和大雷的声音，并且我所听见的好像弹琴的所弹的琴声。他们在宝座前，并在四活物和众长老前唱新歌；除了从地上买来的那十四万四千人以外，没有人能学这歌。这些人未曾沾染妇女，他们原是童身。羔羊无论往那里去、他们都跟随他。他们是从人间买来的，作初熟的果子归与神和羔羊。在他们口中察不出谎言来。他们是没有瑕疵的。 |
| ——《启示录》第14章第1-5节（和合本） | |

## 源由
《圣经》中有关以色列的 “十二个儿子” 与 “十二支派” 的名字。
（一），《创世纪》 (35章 23--26节) [12个儿子] 按照其生母（包括妾）先后：
- 利亚（主）—— 吕便 \ רְאוּבֵן  、西缅 \ שִׁמְעוֹן 、利未 \ לֵוִי 、犹大 \ יְהוּדָה 、以萨迦 \ יִשָּׁשכָר 、西布伦 \ זְאוּלֻן
- 辟拉（妾）—— 但 \ דָן 、拿弗他利 \נַפְתָּלִי
- 拉结（主）—— 约瑟 \ יוֹסֵף 、便雅悯 \ בִּנְיָמִין
- 悉帕（妾）—— 迦得 \ גָּד 、亚设 \ אָשֶׁר

（二），《创世纪》 （49章） [12个儿子] 按照以色列（雅各）为儿子们祝福时的先后：吕便 \ רְאוּבֵן  、西缅 \ שִׁמְעוֹן  、                      利未 \ לֵוִי 、犹大 \ יְהוּדָה 、西布伦 \ זְאוּלֻן 、 以萨迦 \ יִשָּׁשכָר 、 但 \ דָן 、迦得 \ גָּד  、亚设 \ אָשֶׁר 、                                     拿弗他利 \נַפְתָּלִי  、约瑟 \ יוֹסֵף 、 便雅悯 \ בִּנְיָמִין
（三），《民数记》 （1章5--15节） [12个支派] 按照《圣经》顺序：（其族长：略）吕便 \ רְאוּבֵן  、西缅 \ שִׁמְעוֹן   、犹大 \ יְהוּדָה 、                                     以萨迦 \ יִשָּׁשכָר 、西布伦 \ זְאוּלֻן 、 约瑟 \ יוֹסֵף 的子孙 （以法莲 \ אֶפְרַיִם  、玛拿西 \ מְנַשֶּׁה ）、 便雅悯 \ בִּנְיָמִין 、                                      但  \ דָן 、亚设 \ אָשֶׁר 、迦得 \ גָּד 、拿弗他利 \נַפְתָּלִי
（四），《民数记》（2章）按照安置在“会幕”周围的位置：
- 东边：犹大 \ יְהוּדָה 、以萨迦 \ יִשָּׁשכָר 、西布伦 \ זְאוּלֻן
- 南边：吕便 \ רְאוּבֵן 、西缅 \ שִׁמְעוֹן 、 迦得 \ גָּד 、利未 \ לֵוִי 在诸营中间
- 西边：以法莲 \ אֶפְרַיִם 、玛拿西 \ מְנַשֶּׁה  、便雅悯 \ בִּנְיָמִין
- 北边：但 \ דָן 、 亚设 \ אָשֶׁר 、拿弗他利 \נַפְתָּלִי

（五），《以西结书》 （48章31--34节）按照“城的各门”上的以色列支派的名字：
- 北面：吕便（门） \ רְאוּבֵן 、犹大（门） \ יְהוּדָה 、利未（门） \ לֵוִי
- 东面：约瑟（门） \ יוֹסֵף  、便雅悯（门） \ בִּנְיָמִין 、 但（门） \ דָן
- 南面：西缅 （门）\ שִׁמְעוֹן 、以萨迦（门） \ יִשָּׁשכָר 、西布伦（门） \ זְאוּלֻן
- 西面：迦得 （门）\ גָּד    、亚设（门）\ אָשֶׁר 、拿弗他利（门） \נַפְתָּלִי

（六），《启示录》（7章5--8节）按照十二支派受印：犹大 \ יְהוּדָה 、吕便 \ רְאוּבֵן 、迦得 \ גָּד 、亚设 \ אָשֶׁר、                                    拿弗他利 \נַפְתָּלִי 、玛拿西 \ מְנַשֶּׁה 、 西缅 \ שִׁמְעוֹן  、利未 \ לֵוִי 、以萨迦 \ יִשָּׁשכָר、西布伦 \ זְאוּלֻן、                                     约瑟 \ יוֹסֵף、便雅悯 \ בִּנְיָמִין

## 在基督教中
《新约》中提到了以色列的十二个支派。在《马太福音》（19:28）和《路加福音》（22:30）中，耶稣预言在天国中，他的门徒将 “坐在十二个宝座上，审判以色列的十二个支派”。《雅各书》（1:1）称他的读者为 “分散在海外的十二个支派”。《启示录》（7:1-8）列出了十二支派的名单。然而，但支派被省略了，而约瑟支派则与玛拿西支派一起被提及。在天国耶路撒冷的异象中，支派的名字（雅各十二子的名字）被写在城门上（《以西结书》48：30-35 和《启示录》21：12-13）。
在耶稣基督后期圣徒教会中，族长祝福语通常包含受祝福者与以色列十二个支派的血统关系声明。